# Конституція Автономної Молдавської Соціалістичної Радянської Республіки 1925
Конституція Автономної Молдавської Соціалістичної Радянської Республіки — Основний Закон Автономної Молдавської Соціалістичної Радянської Республіки (АМСРР), утвореної в складі УСРР 12 жовтня 1924

## Історія
Ухвалена 23 квітня 1925 1-м Всемолдавським з'їздом рад у столиці новоствореної автономії місті Балта (від 1929 столицею автономії стало місто Тирасполь). Затверджена 9-м Всеукраїнським з'їздом рад 10 травня 1925.
Після ухвалення Конституції СРСР 1936 та Конституції Української Радянської Соціалістичної Республіки 1937 Конституція АМСРР 1925 була замінена на Конституцію Молдавської Автономної Радянської Соціалістичної Республіки 1938.

## Структура і вміст
Складалась із 7 глав та 48 статей. У них відображені основні принципи побудови автономної республіки, визначені політбюро ЦК КП(б)У в постанові від 28 листопада 1924. Передусім це наявність в автономії повної системи центральних органів радянської влади: з'їзду рад, ЦВК, РНК і наркоматів. Поділ наркоматів на необ'єднані (їх було 6) та об'єднані (7) був таким самим, як і в УСРР на той час, а уповноважені загальносоюзних наркоматів в УСРР мали своїх представників в автономії. АМСРР мала свого представника при уряді УСРР, який мав дорадчий голос в усіх центральних органах УСРР.
На територію АМСРР поширювалися закони й інші нормативні акти СРСР і УСРР, за винятком тих випадків, коли з тих же питань вищі органи автономії самостійно видавали відповідні закони й нормативні акти. Проте сфера самостійної законотворчості вищих органів автономії обмежувалася утворенням необ'єднаних наркоматів, місцевих виконкомів та їхніх відділів, встановленням їхніх штатів і мережі, а також мовними та освітніми справами. Самостійна законотворчість не повинна була жодним чином суперечити законодавству УСРР. У Конституції підкреслювалося, що «найрозповсюдженішими мовами в А. М.С. Р.Р. визнаються мови: молдавська, українська, російська» (ст. 9). Мови всіх національностей, які населяли республіку, вважалися рівноправними.
У царині місцевого управління та місцевих фінансів повноваження центральних органів влади АМСРР фактично дорівнювали повноваженням губернських (згодом окружних) з'їздів рад і їхніх виконкомів.
ЦВК автономії або його Президія формально мали право призупиняти дію на території АМСРР обіжників, постанов і розпоряджень, що видавалися об'єднаними та необ'єднаними наркоматами УСРР, у разі їх явної невідповідності законам СРСР і УСРР.
АМСРР мала свій герб і прапор, які встановлювалися ЦВК республіки та затверджувалися ВУЦВК.
У Конституції не було, однак, виписано кількох основоположних для будь-якої конституції питань:
- не були вказані територіальні межі республіки (це було пов'язано з незавершеністю визначення кордонів автономії)
- не були встановлені принципи виборів до місцевих органів влади.

Принципи виборів до місцевих органів влади були визначені в травні 1926, коли 2-й Всемолдавський з'їзд рад законодавчо встановив нерівність у виборах депутатів до районних з'їздів рад: від селян обирався 1 депутат від 500 виборців, а від селищних і міських виборців, а також від червоноармійців — 1 депутат від 180 виборців. Крім того, значна частина громадян була позбавлена виборчих прав.

## Мета
Конституція АМСРР мала передусім пропагандистський характер. Партійні та радянські керівники автономії постійно зазначали, що мають на меті утворити союзну радянську Молдавію чи навіть радянську Румунію. За АМСРР фактично визнавалося право виходу автономії зі складу УСРР. Про це свідчили зміни, внесені до Конституції Української Соціалістичної Радянської Республіки 1919 (ст. 4) і закріплені в Конституції Української Соціалістичної Радянської Республіки 1929 (ст. 18). У них говорилося, що «об'єднання» АМСРР з УСРР відбувається на основі «права на самовизначення аж до відокремлення». У Раді національностей СРСР АМСРР, як і УСРР, мала 5 представників.